# Datorprestanda
Datorprestanda är ett mått på hur väl en dator utför sin uppgift; hur effektiv den är, mätt i mängd arbete i förhållande till mängden tid eller andra resurser som krävs. Detta kan beroende på sammanhang inkludera en eller flera saker:
- kort responstid för en viss arbetsuppgift
- hög kapacitet
- snål resurshantering
- hög tillgänglighet
- snabb datakompression
- stor bandbredd / liten tid för dataöverföringar
- skalbarhet, hur väl datorn klarar en ökning av mängden arbetsuppgifter

## Prestandamätning
För att mäta en dators prestanda finns olika datorprogram som utför prestandamätningar (även kallat benchmark) på bland annat CPU och grafikkort.
Standard Performance Evaluation Corporation (SPEC) tillhandahåller flera prestandamätningsprogram, bland annat för beräkning av instruktionshastighet och energieffektivitet.

### Tidseffektivitet
Antalet instruktioner per sekund (IPS) är ett mått som oftast mäts i miljontal (MIPS). Måttet är inte helt entydigt eftersom olika instruktioner tar olika lång tid. Därför använder man testprogram med ett standardiserat test som kan jämföra olika processorers hastighet relativt varandra. Man skiljer vanligen på test med flyttalsoperationer (FLOPS) och med blandade typer av instruktioner (MIPS).
Instruktionshastigheten är inte ensam om att bestämma prestandan hos en processor, se megahertzmyten.
Nedan följer några exempel på olika processorers instruktionshastighet:
| Processor                            | Instruktioner / sekund   | Instruktioner / klockcykel | År   | Källa                                |
| ------------------------------------ | ------------------------ | -------------------------- | ---- | ------------------------------------ |
| Penna och papper (jämförelse)        | 0,0119 IPS               | n/a                        | n/a  | [ 3 ]                                |
| Intel 4004                           | 92 kIPS vid 740 kHz      | 0,1                        | 1971 | [ 4 ]                                |
| Intel 286                            | 2,66 MIPS vid 12,5 MHz   | 0,2                        | 1982 | [ 5 ]                                |
| Zilog eZ80                           | 80 MIPS vid 50 MHz       | 1,6                        | 1999 | [ 6 ]                                |
| Freescale MPC8272                    | 760 MIPS vid 400 MHz     | 1,9                        | 2000 | Integrated Communications Processors |
| ARM Cortex A8                        | 2 000 MIPS vid 1,0 GHz   | 2,0                        | 2005 | [ 8 ]                                |
| AMD Athlon 64 3800+ X2 (Dual Core)   | 14 564 MIPS vid 2,0 GHz  | 7,3                        | 2005 | [ 9 ]                                |
| AMD Athlon FX-60 (Dual Core)         | 18 938 MIPS vid 2,6 GHz  | 7,3                        | 2006 | [ 9 ]                                |
| Intel Core 2 Extreme X6800           | 27 079 MIPS vid 2,93 GHz | 9,2                        | 2006 | [ 9 ]                                |
| Intel Core 2 Extreme QX6700          | 49 161 MIPS vid 2,66 GHz | 18,5                       | 2006 | [ 10 ]                               |
| Intel Core 2 Extreme QX9770          | 59 455 MIPS vid 3,2 GHz  | 18,6                       | 2008 | [ 11 ]                               |
| Intel Core i7 Extreme 965EE          | 76 383 MIPS vid 3,2 GHz  | 23,9                       | 2008 | [ 12 ]                               |
| AMD Phenom II X4 940 Black Edition   | 42 820 MIPS vid 3,0 GHz  | 14,3                       | 2009 | [ 13 ]                               |
| Intel Core i7 Extreme Edition i980EE | 147 600 MIPS vid 3,3 GHz | 44,7                       | 2010 | [ 14 ]                               |

### Energieffektivitet
Prestanda per watt har blivit en viktig måttenhet för bland annat stora system av parallelldatorer, där elkostnaderna kan överstiga kostnaderna för att köpa in själva CPU:erna. Det är också en viktig faktor för mindre system som drivs av till exempel batterier eller solkraft.
Att datorn tar litet fysiskt utrymme eller att den är lätt är också faktorer för energieffektiviteten som kan spela in i olika portabla system.

## Prestandaökning
För att öka en dators allmänna prestanda kan man överklocka olika hårdvarudelar i den, till exempel CPU:n, grafikkortet eller minnena.
För att få ett visst program att köras med bättre prestanda kan man
- välja en annan algoritm
- optimera sina algoritmer

## Mjukvaruprestanda
Att ett datorprogram, särskilt ett tillämpningsprogram, har god prestanda är en viktig del av programmets kvalitet och viktig för interaktionen mellan människa och dator.
Effektiviteten hos en algoritm beskriver hur mycket resurser algoritmen kräver. De två vanligaste resurserna man talar om är tids- och minnesåtgång. När man förbättrar en algoritm kallas det optimering. Ofta klarar kompilatorer av att göra en automatisk optimering som gynnar antingen tids- eller minnesåtgången men missgynnar den andra.
Under körning av ett datorprogram kan man analysera vilka delar man skulle tjäna mest på att optimera, detta kallas profilering av ett program.